# Xanthus Spur
Der Xanthus Spur ist ein rund 1250 m hoher Gebirgskamm auf der Anvers-Insel im Palmer-Archipel vor der Westküste der Antarktischen Halbinsel. In der Trojan Range erstreckt er sich vom Mount Priam nordwestwärts über eine Länge von 5 km. 
Der Falkland Islands Dependencies Survey nahm 1955 Vermessungen vor. Das UK Antarctic Place-Names Committee benannte ihn 1957 nach dem Flussgott Xanthos, einem Sohn des Zeus aus der griechischen Mythologie.